# Gözleme

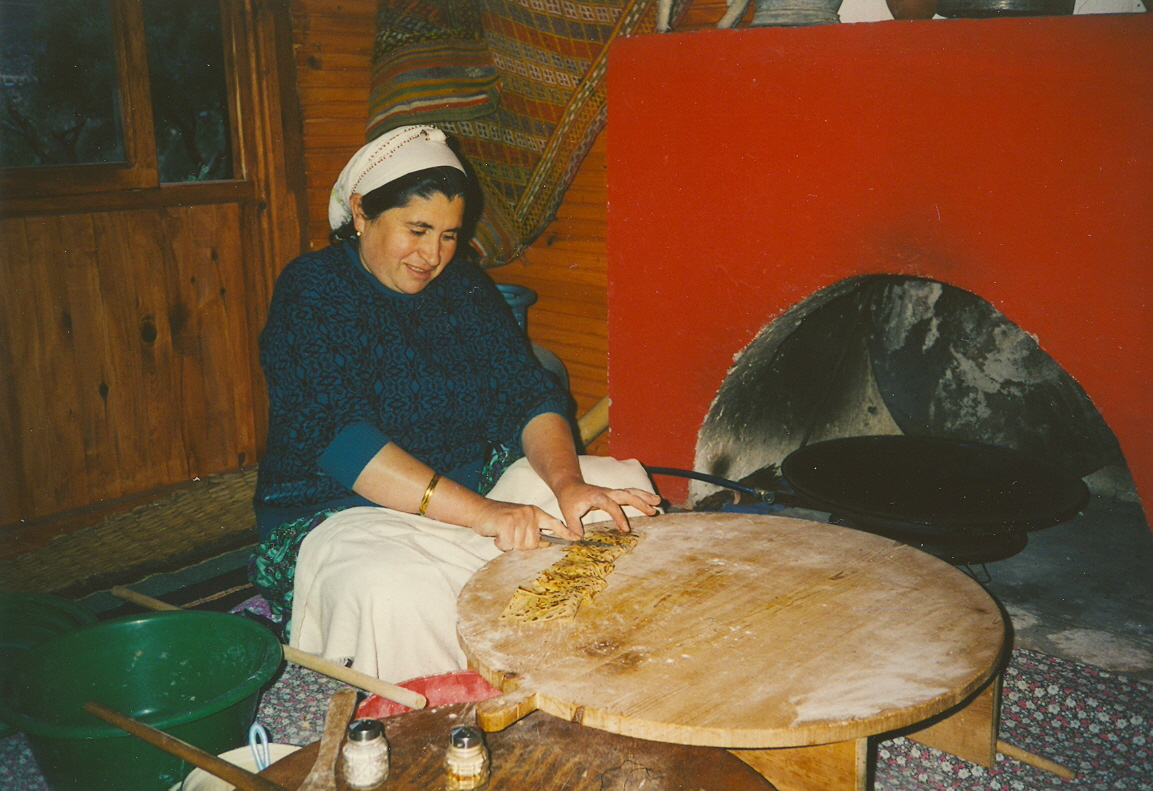
Traditionsgemäße Zubereitung der Gözleme, in einem Restaurant bei Antalya.

Gözleme sind dünne, meist würzig gefüllte Fladenbrote aus Yufka-Teig. Sie sind eine Spezialität der türkischen Küche, speziell der anatolischen.
Zur Zubereitung des Teigs werden Mehl, Wasser und Salz (bei manchen Rezepten auch etwas Hefe) zu einem glatten, weichen Teig verarbeitet und zu mandarinengroßen Bällchen geformt. Nachdem der Teig unter einem feuchten Tuch etwa eine halbe Stunde geruht hat, werden die Bällchen, ähnlich wie Strudelteig, mit einem fingerdicken Holzstab oder einem Nudelholz zu sehr dünnen, tellergroßen Fladen ausgerollt. 
Anschließend werden die Fladen auf der einen Hälfte nicht zu dick mit einer Füllung belegt, zugeklappt und die Ränder fest angedrückt. Gebacken werden Gözleme ohne Fett auf dem Sac, einer großen, leicht konvex gewölbten Heizplatte. Ursprünglich wurden sie auf einem erhitzten Stein oder in der trockenen Pfanne gebacken. Nach etwa fünf Minuten werden sie gewendet und weitere fünf Minuten gebacken. Vor dem Servieren werden die Gözleme auf der Oberseite mit flüssiger Butter bepinselt.
Die beliebteste Variante sind Peynirli Gözleme mit Schafskäse (beyaz peynir, Feta), Spinat und frischen Kräutern. Dazu werden alle Zutaten roh und grob zerkleinert als Füllung verwendet. Andere Füllungen sind Kartoffeln oder kräftig gewürztes Lammhack. Es gibt auch süße Gözleme als Dessert.
Gözleme sind in der ganzen Türkei als Imbiss beliebt und werden inzwischen auch in Deutschland in einigen Restaurants und Imbissen angeboten. Je nach Region gibt es andere Namen für Gözleme oder ähnliche Gerichte mit unterschiedlichen Füllungen, die roh oder vorgekocht sein können. Çökelekli werden mit einem bestimmten Schafskäse zubereitet, Sıkma werden erst gebraten und dann gefüllt. Bükme enthalten meist eine Spinat-Füllung.

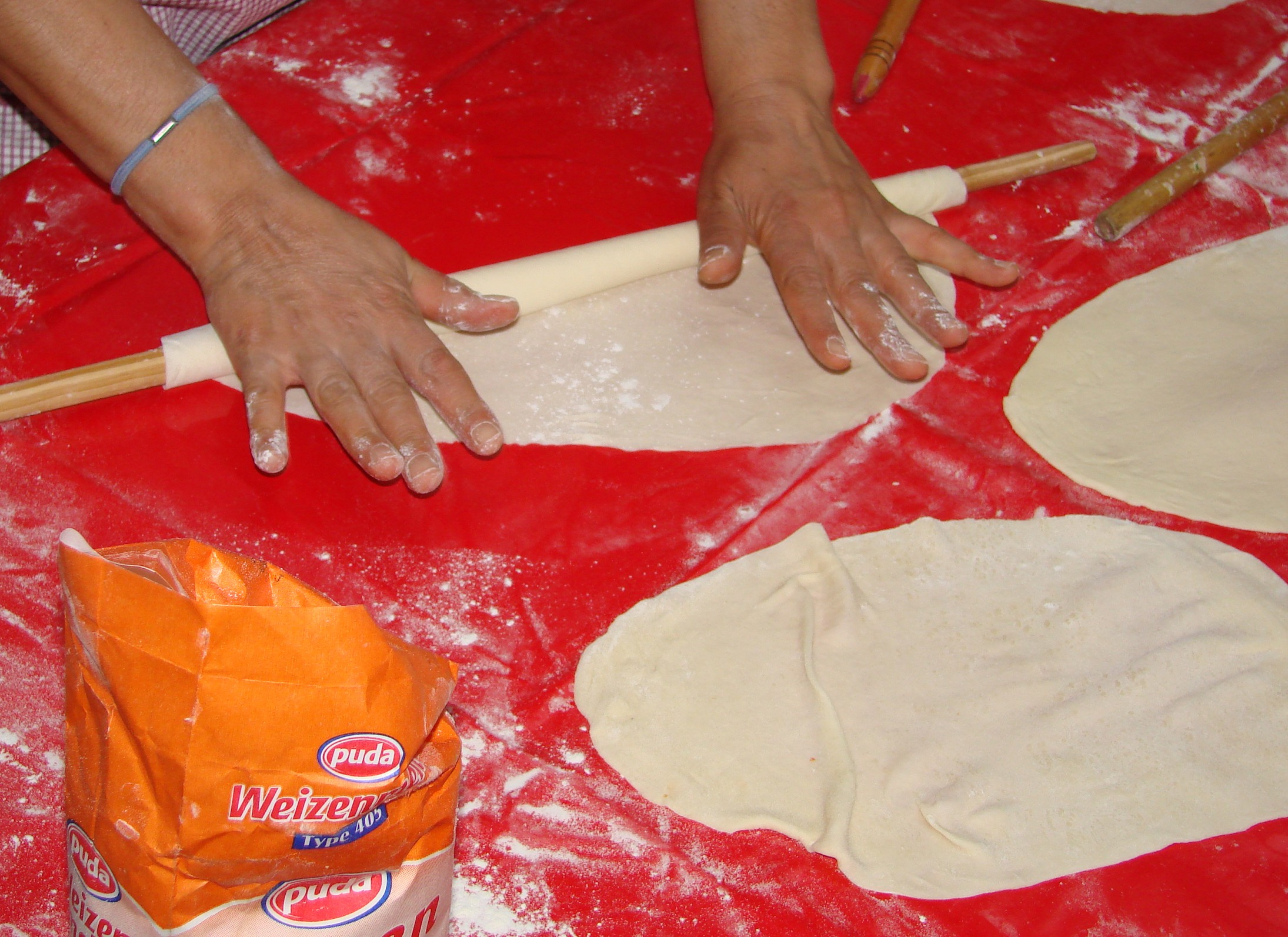
Ausrollen des Teigs
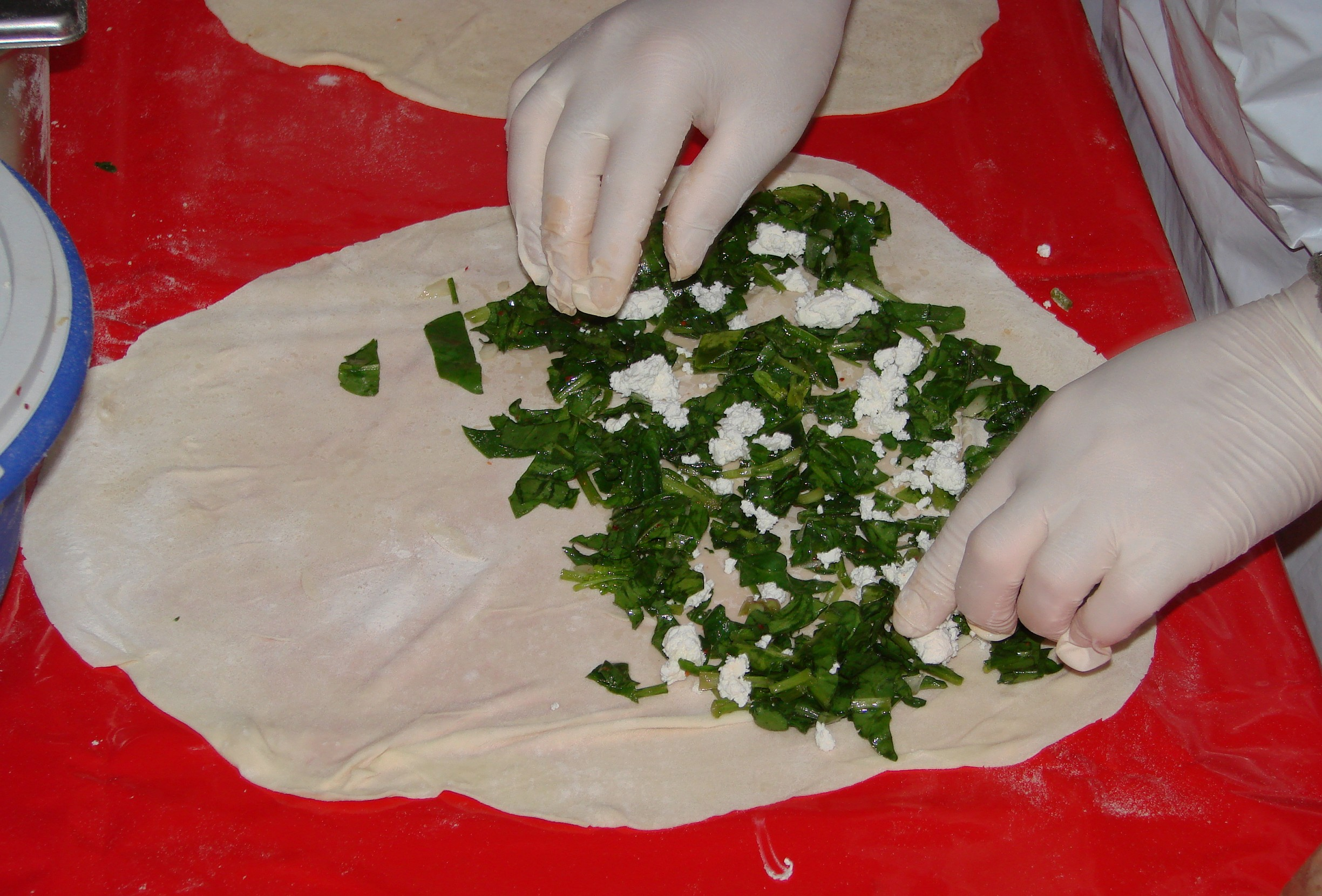
Aufbringen der Füllung (in diesem Fall Schafskäse, Spinat und Kräuter)
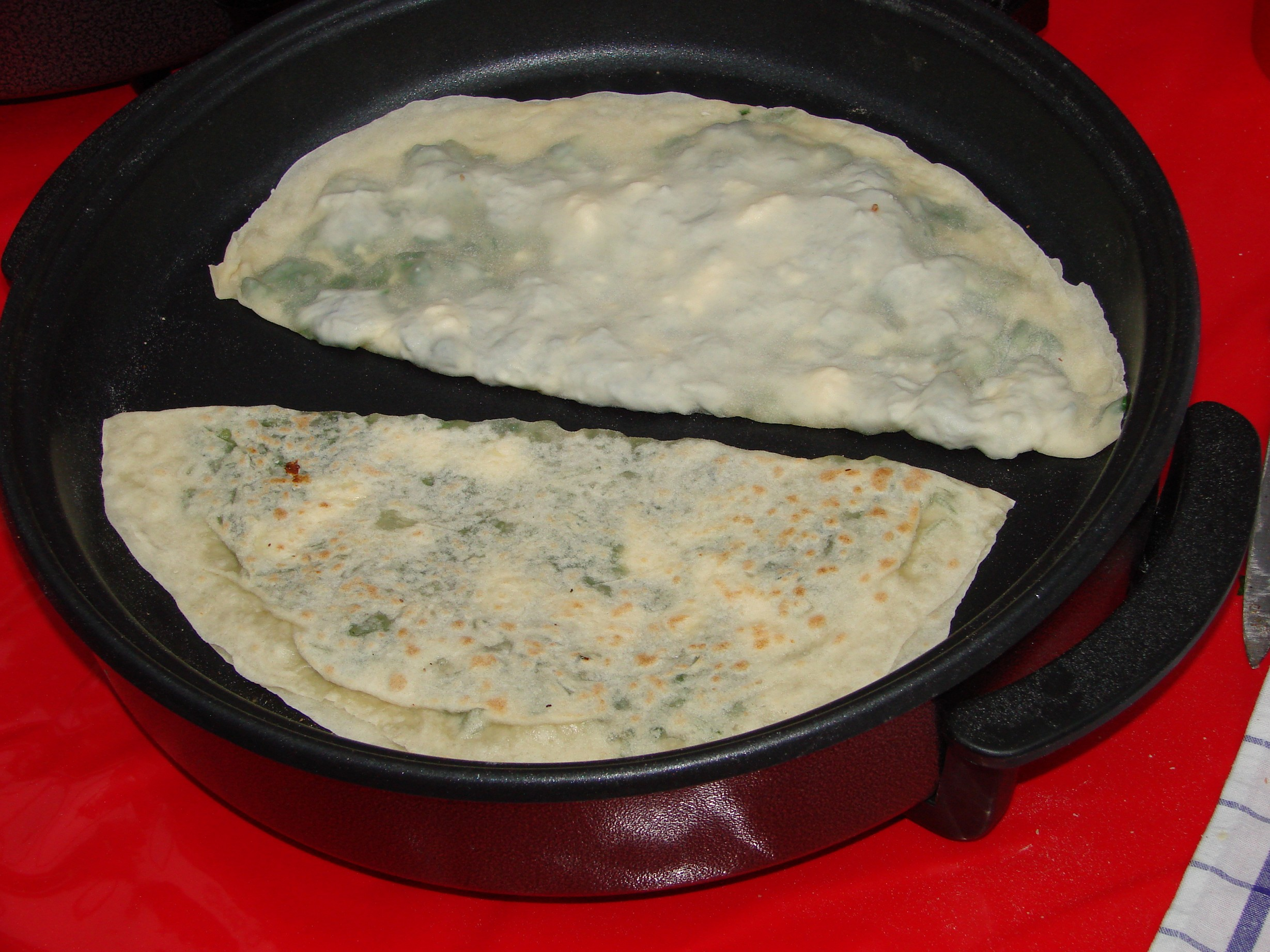
Ausbacken
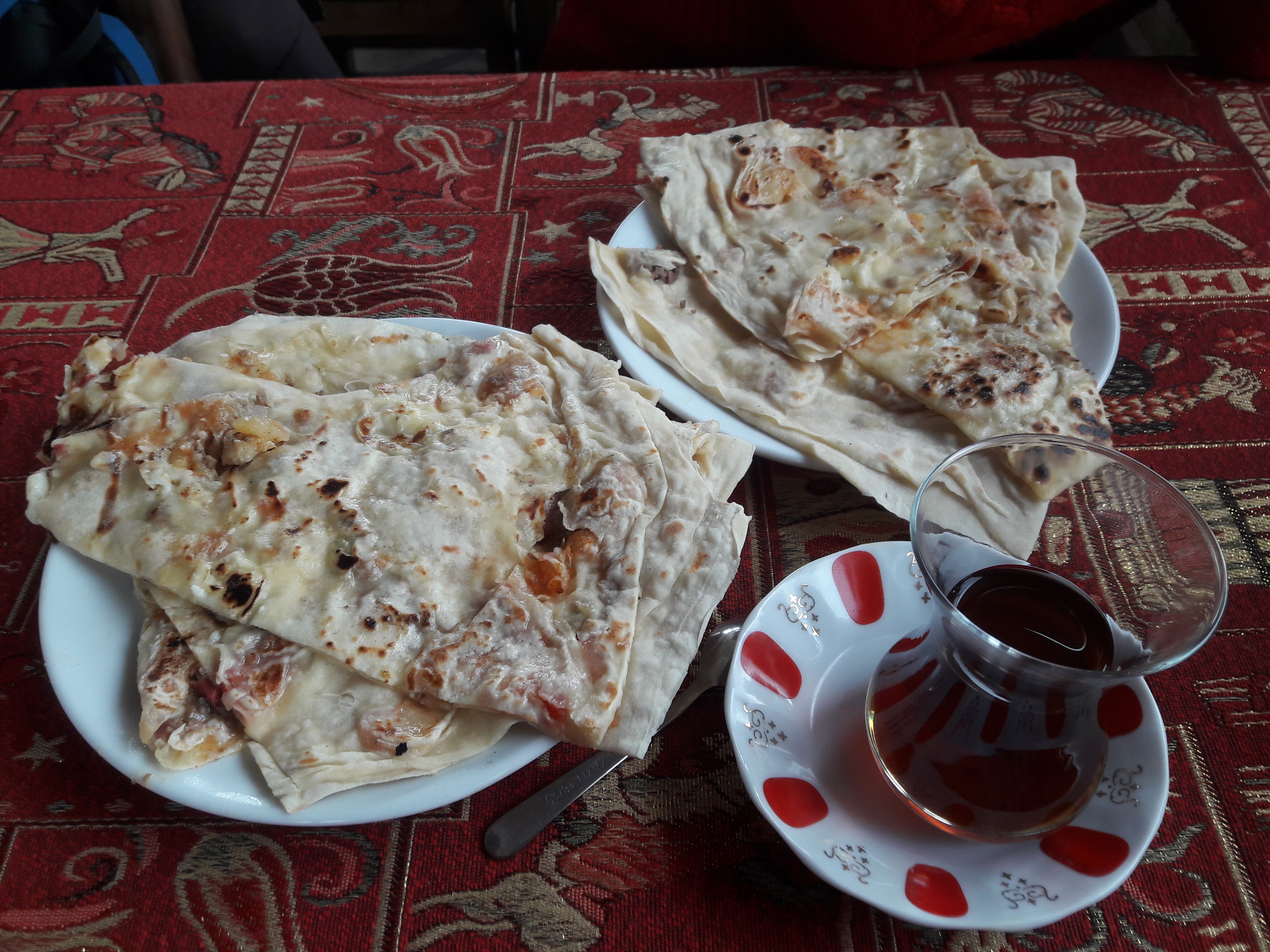
Gözleme und Türkischer Tee